# Abraham (patronyme)
Pour les articles homonymes, voir Abraham (homonymie).
Abraham est une figure biblique dont le nom est porté non seulement comme prénom mais aussi comme nom de famille.
Selon les pays, il est adapté aux syntaxes locales, comme:
- Avraamovitch en Russie

## Localisation du patronyme enFrance

### Implantation dans la Somme
- En 1849, les "hommes majeurs" (autorisés à voter) sont signalés dans ces 10 communes, dont la grande majorité (8) est localisée à l'Est du département, dans l'arrondissement de Péronne : Rue, Amiens, Lesbœufs, Sailly-Saillisel, Mametz, Maurepas, Bouchavesnes-Bergen, Moislains, Allaines, Cléry-sur-Somme.

## Nom de famille de personnalités publiques
- F. Murray Abraham (1939-), acteur américain d'origine syrienne.
- Farrah Abraham (1991-), actrice de cinéma pour adulte et femme d'affaires américaine.
- Filimon Abraham (1992-), coureur de fond allemand d'origine érythréenne.
- Françoise Abraham (1962-), danseuse, sculptrice et artiste peintre française.
- Handgod Abraham (1986-), poète, activiste culturel haïtien.
- Hérard Abraham (1940-2022), militaire et homme d'État haïtien.
- John Abraham (1972-), mannequin et acteur indien.
- Julia Abraham (1992-), enseignante, personnalité politique française.
- Karl Abraham (1877-1925), psychiatre et psychanalyste allemand.
- Phil Abraham (1962-), tromboniste autodidacte belge.
- Ralph Abraham
- Robert Abraham
- Tadesse Abraham (1982-), athlète suisse d'origine érythréenne, spécialiste des courses de fond.
- Tammy Abraham (1997-), footballeur international anglais.